# 1428
1428. је била проста година.